# Mitten in Deutschland: NSU
Mitten in Deutschland: NSU (en alemany Enmig a Alemanya: NSU) és una minisèrie de televisió alemanya estrenada el 2016 a Das Erste. Consta de tres episodis i dramatitza els esdeveniments reals i personatges de Clandestinitat Nacionalsocialista (en alemany: Nationalsozialistischer Untergrund (NSU)), un grup terrorista neonazi descobert al novembre de 2011.
La sèrie va ser distribuïda per Netflix a nivell internacional en 2016.

## Argument
El primer episodi mostra com Beate Zschäpe es va endinsar en el grup, al costat d'Uwe Mundlos i Uwe Böhnhardt. El segon episodi se centra en les víctimes dels seus atacs, i el tercer en les investigacions policials que van descobrir i desemmascaren al grup.

## Repartiment
- Anna Maria Mühe com a Beate Zschäpe
- Albrecht Schuch com a Uwe Mundlos
- Sebastian Urzendowsky com a Uwe Böhnhardt